# Cervélo TestTeam
Das Cervélo TestTeam ist ein ehemaliges Schweizer Radsportteam.

## Geschichte
Namensgeber und Hauptsponsor war der kanadische Fahrradhersteller Cervélo. Betrieben wurde das Team von der Cycling United GmbH mit Sitz in Immensee. Als Manager leitete Theo Maucher das Team. Sportliche Leiter waren Marcello Albasini, Jean-Paul van Poppel, Alexandre Sans, Philippe Mauduit und Jens Zemke.
Seit 2009 nahm die Mannschaft als Professional Continental Team an Radrennen teil. Der sportliche Erfolg stand ausdrücklich nicht an erster Stelle, denn neben Teilnahmen an bedeutenden Radrennen testeten die Fahrer neue Produkte und waren somit aktiv in den Entwicklungsprozess bei der Firma Cervélo eingebunden. Neben dem Sieger der Tour de France 2008, Carlos Sastre, konnte das Team auch den mehrfachen Tour-Etappensieger Thor Hushovd sowie mit Andreas Klier einen angesehenen Klassikerfahrer verpflichten.
Ende Januar 2009 wurde das Team eingeladen, an den großen, italienischen Frühjahrsrennen Tirreno–Adriatico, Mailand–Sanremo und dem Giro d’Italia teilzunehmen. Im März 2009 konnte das Team bei dem Etappenrennen Paris–Nizza starten, und es wurde zur Tour de France 2009 eingeladen. 2010 wurde das Team erneut zur Tour de France eingeladen.
Mit dem Ende der Saison 2010 zog sich das Cervélo TestTeam aus finanziellen Gründen als eigenständiges Team aus dem Radsport zurück und fusionierte mit dem Team Garmin-Transitions zum Team Garmin-Cervélo.

## Trikothistorie

2009
2010

## Saison 2009

### Erfolge in der UCI ProTour
Bei den Rennen der UCI ProTour im Jahr 2009 gelangen dem Team nachstehende Erfolge.
| Datum         | Rennen                                     | Sieger              |
| 9. März       | 2. Etappe Paris–Nizza                      | Heinrich Haussler   |
| 18. Mai       | 1. Etappe Volta Ciclista a Catalunya (EZF) | Thor Hushovd        |
| 23. Mai       | 14. Etappe Giro d’Italia                   | Simon Gerrans       |
| 23. Mai       | 6. Etappe Volta Ciclista a Catalunya       | Thor Hushovd        |
| 25. Mai       | 16. Etappe Giro d’Italia                   | Carlos Sastre       |
| 29. Mai       | 19. Etappe Giro d’Italia                   | Carlos Sastre       |
| 31. Mai       | 21. Etappe Giro d’Italia (EZF)             | Ignatas Konovalovas |
| 9. Juli       | 6. Etappe Tour de France                   | Thor Hushovd        |
| 17. Juli      | 13. Etappe Tour de France                  | Heinrich Haussler   |
| 23. August    | Grand Prix Ouest France                    | Simon Gerrans       |
| 8. September  | 10. Etappe Vuelta a España                 | Simon Gerrans       |
| 17. September | 18. Etappe Vuelta a España                 | Philip Deignan      |

### Erfolge in der UCI America Tour
Bei den Rennen der UCI America Tour im Jahr 2009 gelangen dem Team nachstehende Erfolge.
| Datum        | Rennen                          | Kat. | Sieger       |
| 17. Februar  | 3. Etappe Kalifornien-Rundfahrt | 2.HC | Thor Hushovd |
| 9. September | 3. Etappe Tour of Missouri      | 2.1  | Thor Hushovd |

### Erfolge in der UCI Asia Tour
Bei den Rennen der UCI Asia Tour im Jahr 2009 gelangen dem Team nachstehende Erfolge.
| Datum      | Rennen                  | Kat. | Sieger        |
| 2. Februar | 2. Etappe Tour of Qatar | 2.1  | Roger Hammond |

### Erfolge in der UCI Europe Tour
Bei den Rennen der UCI Europe Tour im Jahr 2009 gelangen dem Team nachstehende Erfolge.
| Datum       | Rennen                                      | Kat. | Sieger              |
| 18. Februar | 1. Etappe Volta ao Algarve                  | 2.1  | Heinrich Haussler   |
| 22. Februar | 5. Etappe Volta ao Algarve                  | 2.1  | Heinrich Haussler   |
| 28. Februar | Omloop Het Nieuwsblad                       | 1.HC | Thor Hushovd        |
| 15. März    | Giro del Mendrisiotto                       | 1.2  | Ignatas Konovalovas |
| 6. Juni     | GP Schwarzwald                              | 1.1  | Heinrich Haussler   |
| 24. Juni    | Litauische Meisterschaft – Einzelzeitfahren | CN   | Ignatas Konovalovas |
| 28. Juni    | Deutsche Meisterschaft – Straßenrennen      | CN   | Martin Reimer       |
| 1. August   | 4. Etappe Post Danmark Rundt                | 2.HC | Jeremy Hunt         |
| 27. August  | 4. Etappe Tour du Poitou Charentes          | 2.1  | Thor Hushovd        |
| 28. August  | 5. Etappe Tour du Poitou Charentes          | 2.1  | Heinrich Haussler   |

### Mannschaft
| Fahrer              | Geburtsdatum      | Nationalität           | Team 2008                                          |
| ------------------- | ----------------- | ---------------------- | -------------------------------------------------- |
| Íñigo Cuesta        | 3. Juni 1969      | Spanien                | Team CSC-Saxo Bank                                 |
| Philip Deignan      | 7. September 1983 | Irland                 | ag2r La Mondiale                                   |
| Dan Fleeman         | 3. Oktober 1982   | Vereinigtes Königreich | An Post-M. Donnelly-Grant Thornton-Sean Kelly Team |
| Xavier Florencio    | 26. Dezember 1979 | Spanien                | Bouygues Télécom                                   |
| Simon Gerrans       | 16. Mai 1980      | Australien             | Crédit Agricole                                    |
| José Ángel Gómez    | 30. Mai 1980      | Spanien                | Scott-American Beef                                |
| Roger Hammond       | 30. Januar 1974   | Vereinigtes Königreich | Team Columbia                                      |
| Heinrich Haussler   | 25. Februar 1984  | Deutschland            | Team Gerolsteiner                                  |
| Jeremy Hunt         | 12. März 1974     | Vereinigtes Königreich | Crédit Agricole                                    |
| Thor Hushovd        | 18. Januar 1978   | Norwegen               | Crédit Agricole                                    |
| Wolodymyr Hustow    | 15. Februar 1977  | Ukraine                | Team CSC-Saxo Bank                                 |
| Ted King            | 31. Januar 1983   | Vereinigte Staaten     | Bissell Pro Cycling Team                           |
| Andreas Klier       | 15. Januar 1976   | Deutschland            | Team Columbia                                      |
| Ignatas Konovalovas | 8. Dezember 1985  | Litauen                | Crédit Agricole                                    |
| Brett Lancaster     | 15. November 1979 | Australien             | Team Milram                                        |
| Daniel Lloyd        | 11. August 1980   | Vereinigtes Königreich | An Post-M. Donnelly-Grant Thornton-Sean Kelly Team |
| Joaquín Novoa       | 25. August 1983   | Spanien                | Neoprofi                                           |
| Serge Pauwels       | 21. November 1983 | Belgien                | Topsport Vlaanderen                                |
| Óscar Pujol         | 16. Oktober 1983  | Spanien                | Burgos Monumental                                  |
| Gabriel Rasch       | 8. April 1976     | Norwegen               | Crédit Agricole                                    |
| Martin Reimer       | 14. Juni 1987     | Deutschland            | LKT Team Brandenburg                               |
| Dominique Rollin    | 29. Oktober 1982  | Kanada                 | Toyota-United P.C.T.                               |
| Hayden Roulston     | 10. Januar 1981   | Neuseeland             | Ex-Profi (Health Net-Maxxis 2006)                  |
| Carlos Sastre       | 22. April 1975    | Spanien                | Team CSC-Saxo Bank                                 |
| Marcel Wyss         | 25. Juni 1986     | Schweiz                | Atlas Romer’s Hausbäckerei                         |
| Stagiaires          | Stagiaires        | Nationalität           | Nationalität                                       |
| Davide Appollonio   | Davide Appollonio | Italien                |                                                    |

## Saison 2010

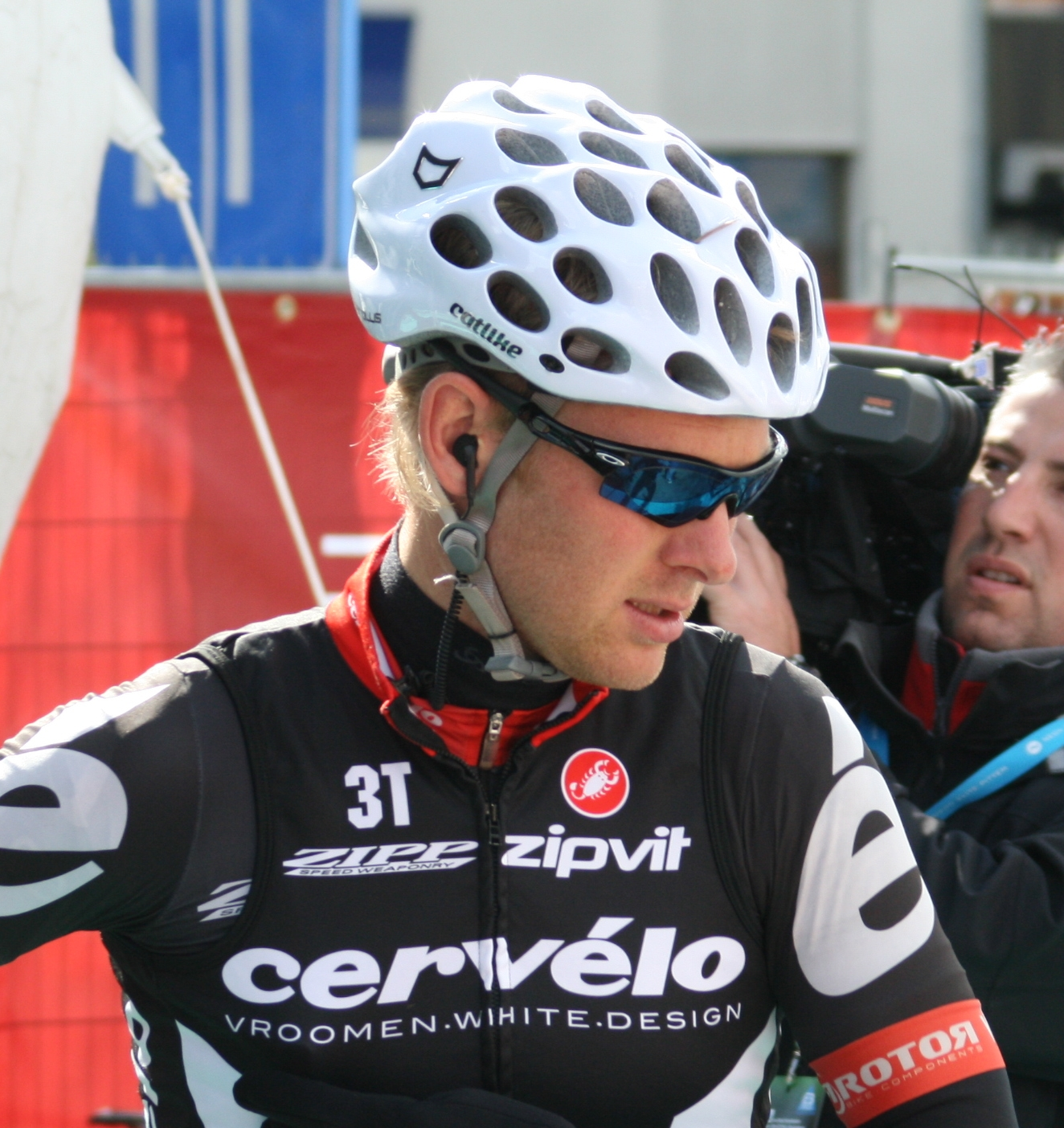
Der Norweger Gabriel Rasch im Trikot der Mannschaft (2009)

### Erfolge im UCI World Calendar
Bei den Rennen im UCI World Calendar im Jahr 2010 gelangen dem Team nachstehende Erfolge.
| Datum        | Rennen                               | Sieger            |
| ------------ | ------------------------------------ | ----------------- |
| 13. März     | 6. Etappe Paris–Nice                 | Xavier Tondo      |
| 24. März     | 2. Etappe Volta Ciclista a Catalunya | Xavier Tondo      |
| 13. Juni     | 2. Etappe Tour de Suisse             | Heinrich Haussler |
| 6. Juli      | 3. Etappe Tour de France             | Thor Hushovd      |
| 2. September | 6. Etappe Vuelta a España            | Thor Hushovd      |

### Erfolge in der UCI America Tour
Bei den Rennen der UCI America Tour im Jahr 2010 gelangen dem Team nachstehende Erfolge.
| Datum   | Rennen                          | Kat. | Sieger          |
| ------- | ------------------------------- | ---- | --------------- |
| 17. Mai | 1. Etappe Kalifornien-Rundfahrt | 2.HC | Brett Lancaster |

### Erfolge in der UCI Europe Tour
Bei den Rennen der UCI Europe Tour im Jahr 2010 gelangen dem Team nachstehende Erfolge.
| Datum       | Rennen                                      | Kat. | Sieger              |
| ----------- | ------------------------------------------- | ---- | ------------------- |
| 28. Februar | Clásica de Almería                          | 1.1  | Theo Bos            |
| 7. März     | 5. Etappe Vuelta a Murcia                   | 2.1  | Theo Bos            |
| 14. April   | 1. Etappe Vuelta a Castilla y León          | 2.1  | Theo Bos            |
| 15. April   | 2. Etappe Vuelta a Castilla y León          | 2.1  | Theo Bos            |
| 25. Juni    | Litauische Meisterschaft – Einzelzeitfahren | CN   | Ignatas Konovalovas |
| 27. Juni    | Norwegische Meisterschaft – Straßenrennen   | CN   | Thor Hushovd        |
| 20. August  | 4. Etappe Tour du Limousin                  | 2.1  | Davide Appollonio   |

### Abgänge/Zugänge
| Zugänge           | Team 2009            | Abgänge          | Team 2010         |
| ----------------- | -------------------- | ---------------- | ----------------- |
| Xavier Tondo      | Andalucía-Cajasur    | Hayden Roulston  | Team Columbia-HTC |
| Stefan Denifl     | Elk Haus             | Simon Gerrans    | Team Sky          |
| João Correia      | Bissell Pro Cycling  | Serge Pauwels    | Team Sky          |
| Theo Bos          | Rabobank Continental | José Ángel Gómez | Andalucía-Cajasur |
| Davide Appollonio | Neoprofi             | Dan Fleeman      | Team Raleigh      |

### Mannschaft
| Fahrer               | Geburtsdatum         | Nationalität           | Team 2011             |
| -------------------- | -------------------- | ---------------------- | --------------------- |
| Davide Appollonio    | 2. Juni 1989         | Italien                | Sky ProCycling        |
| Theo Bos             | 22. August 1983      | Niederlande            | Rabobank Cycling Team |
| João Correia         | 10. Februar 1975     | Portugal               | Karriereende          |
| Íñigo Cuesta         | 3. Juni 1969         | Spanien                | Caja Rural            |
| Philip Deignan       | 7. September 1983    | Irland                 | Team RadioShack       |
| Stefan Denifl        | 20. September 1987   | Österreich             | Team Leopard-Trek     |
| Xavier Florencio     | 26. Dezember 1979    | Spanien                | Geox-TMC              |
| Roger Hammond        | 30. Januar 1974      | Vereinigtes Königreich | Team Garmin-Cervélo   |
| Heinrich Haussler    | 25. Februar 1984     | Australien             | Team Garmin-Cervélo   |
| Jeremy Hunt          | 12. März 1974        | Vereinigtes Königreich | Sky ProCycling        |
| Thor Hushovd         | 18. Januar 1978      | Norwegen               | Team Garmin-Cervélo   |
| Wolodymyr Hustow     | 15. Februar 1977     | Ukraine                | Saxo Bank SunGard     |
| Ted King             | 31. Januar 1983      | Vereinigte Staaten     | Liquigas-Cannondale   |
| Andreas Klier        | 15. Januar 1976      | Deutschland            | Team Garmin-Cervélo   |
| Ignatas Konovalovas  | 8. Dezember 1985     | Litauen                | Movistar Team         |
| Brett Lancaster      | 15. November 1979    | Australien             | Team Garmin-Cervélo   |
| Daniel Lloyd         | 11. August 1980      | Vereinigtes Königreich | Team Garmin-Cervélo   |
| Joaquín Novoa        | 25. August 1983      | Spanien                |                       |
| Óscar Pujol          | 16. Oktober 1983     | Spanien                | Omega Pharma-Lotto    |
| Gabriel Rasch        | 8. April 1976        | Norwegen               | Team Garmin-Cervélo   |
| Martin Reimer        | 14. Juni 1987        | Deutschland            | Skil-Shimano          |
| Dominique Rollin     | 29. Oktober 1982     | Kanada                 | FDJ                   |
| Carlos Sastre        | 22. April 1975       | Spanien                | Geox-TMC              |
| Xavier Tondo †       | 5. November 1978     | Spanien                | Movistar Team         |
| Marcel Wyss          | 25. Juni 1986        | Schweiz                | Geox-TMC              |
| Stagiaires           | Stagiaires           | Nationalität           | Nationalität          |
| Daniel Teklehaymanot | Daniel Teklehaymanot | Eritrea                |                       |
| Alexander Wetterhall | Alexander Wetterhall | Schweden               |                       |

## Platzierungen in UCI-Ranglisten
UCI America Tour
| Saison | Mannschaftswertung | Fahrerwertung         |
| ------ | ------------------ | --------------------- |
| 2009   | 6.                 | Thor Hushovd (8.)     |
| 2010   | 16.                | Brett Lancaster (96.) |

UCI Asia Tour
| Saison | Mannschaftswertung | Fahrerwertung           |
| ------ | ------------------ | ----------------------- |
| 2009   | 8.                 | Heinrich Haussler (26.) |
| 2010   | 27.                | Heinrich Haussler (72.) |

UCI Europe Tour
| Saison | Mannschaftswertung | Fahrerwertung           |
| ------ | ------------------ | ----------------------- |
| 2009   | 7.                 | Heinrich Haussler (11.) |
| 2010   | 17.                | Davide Appollonio (52.) |

UCI Oceania Tour
| Saison | Mannschaftswertung | Fahrerwertung        |
| ------ | ------------------ | -------------------- |
| 2009   | 4.                 | Hayden Roulston (6.) |
| 2010   | 3.                 | Thor Hushovd (2.)    |

UCI World Calendar
| Saison | Mannschaftswertung | Fahrerwertung           |
| ------ | ------------------ | ----------------------- |
| 2009   | 7.                 | Heinrich Haussler (16.) |
| 2010   | 12.                | Thor Hushovd (27.)      |